# Вюрцбургер Кикерс
„Вюрцбургер Кикерс“ (на немски: Würzburger Kickers) е германски футболен клуб от град Вюрцбург в Бавария.
Основан през 1907 година, преди Втората световна война клубът се състезава за кратко на най-високо ниво, в Баварската окръжна лига, а по време на войната в Баварската гаулига. След войната той се проявява еднократно в професионалния футбол в южната дивизия на Втора Бундеслига-юг през 1977 – 78 г. След дълъг престой в аматьорския футбол, изпадайки до седмото ниво на първенството, клубът започва да се възстановява. „Кикерс“ отново достигат до професионалния футбол през 2014 – 15 г., след като печелят позиция в Трета лига, а през следващия сезон – във Втора Бундеслига. След това клубът отново изпада в Трета лига.

## Български футболисти
- Костадин Велков: 2014-2015 - (10 мача / 0 гола)
- Владимир Николов: 2020-2022 - (19 / 0)